# Висока Ґура (Вармінсько-Мазурське воєводство)
Висока Ґура (пол. Wysoka Góra, нім. Hochberg) — село в Польщі, у гміні Сроково Кентшинського повіту Вармінсько-Мазурського воєводства.
Населення — 36 осіб (2011).
У 1975-1998 роках село належало до Ольштинського воєводства.

## Демографія
Демографічна структура станом на 31 березня 2011 року:
|          | Загалом | Допрацездатний вік | Працездатний вік | Постпрацездатний вік |
| -------- | ------- | ------------------ | ---------------- | -------------------- |
| Чоловіки | 22      | 4                  | 16               | 2                    |
| Жінки    | 14      | 2                  | 9                | 3                    |
| Разом    | 36      | 6                  | 25               | 5                    |